# Gustaaf Eeckeman
Gustaaf Staftje Eeckeman, né le 28 novembre 1918 à Bruges en Belgique et mort le 29 mars 1975 dans la même ville, est un footballeur international belge qui joue au poste de milieu de terrain, principalement au Cercle Bruges KSV avant-guerre.

## Biographie
Arrivé en 1928 au Cercle Bruges KSV, il franchit tous les échelons de la hiérarchie et devient titulaire chez les Groen-Zwart à partir de 1934. Il marque 31 buts en 158 matches officiels.
Il joue deux matches en 1940 avec l'équipe nationale.
Lorsque le Cercle descend en Division 2 en 1946, il rejoint le SK Roulers puis La Gantoise, avant d'aller à l'AS Ostende,.

## Statistiques

### En club
| Saison                | Club                  | Championnat             | Championnat | Championnat | Coupe(s) nationale(s) | Coupe(s) nationale(s) | Total | Total |
| Saison                | Club                  | Division                | M.          | B.          | M.                    | B.                    | M.    | B.    |
| 1934-1935             | Cercle Bruges KSV     | Division d'Honneur (D1) | 2           | 0           | -                     | -                     | 2     | 0     |
| 1935-1936             | Cercle Bruges KSV     | Division d'Honneur (D1) | 1           | 0           | -                     | -                     | 1     | 0     |
| 1936-1937             | Cercle Bruges KSV     | Division 1B (D2)        | 11          | 1           | -                     | -                     | 11    | 1     |
| 1937-1938             | Cercle Bruges KSV     | Division 1B (D2)        | 21          | 9           | -                     | -                     | 21    | 9     |
| 1938-1939             | Cercle Bruges KSV     | Division d'Honneur (D1) | 18          | 4           | -                     | -                     | 18    | 4     |
| 1939-1940             | Cercle Bruges KSV     | Compétition annulée     | -           | -           | -                     | -                     | 0     | 0     |
| 1940-1941             | Cercle Bruges KSV     | Compétition annulée     | -           | -           | -                     | -                     | 0     | 0     |
| 1941-1942             | Cercle Bruges KSV     | Division d'Honneur (D1) | 25          | 4           | -                     | -                     | 25    | 4     |
| 1942-1943             | Cercle Bruges KSV     | Division d'Honneur (D1) | 29          | 7           | -                     | -                     | 29    | 7     |
| 1943-1944             | Cercle Bruges KSV     | Division d'Honneur (D1) | 27          | 5           | -                     | -                     | 27    | 5     |
| 1944-1945             | Cercle Bruges KSV     | Compétition annulée     | -           | -           | -                     | -                     | 0     | 0     |
| 1945-1946             | Cercle Bruges KSV     | Division d'Honneur (D1) | 24          | 1           | -                     | -                     | 24    | 1     |
| Sous-total            | Sous-total            | Sous-total              | 158         | 31          | -                     | -                     | 158   | 31    |
| 1946-1947             | KSV Roulers           | Promotion D (D3)        | -           | -           | -                     | -                     | 0     | 0     |
| 1947-1948             | KAA La Gantoise       | Division d'Honneur (D1) | -           | -           | -                     | -                     | 0     | 0     |
| 1948-1949             | KAA La Gantoise       | Division d'Honneur (D1) | -           | -           | -                     | -                     | 0     | 0     |
| Sous-total            | Sous-total            | Sous-total              | -           | -           | -                     | -                     | 0     | 0     |
| 1949-1950             | AS Ostende            | Division 1A (D2)        | -           | -           | -                     | -                     | 0     | 0     |
| 1950-1951             | AS Ostende            | Division 1B (D2)        | -           | -           | -                     | -                     | 0     | 0     |
| 1951-1952             | AS Ostende            | Division 1A (D2)        | -           | -           | -                     | -                     | 0     | 0     |
| Sous-total            | Sous-total            | Sous-total              | -           | -           | -                     | -                     | 0     | 0     |
| 1952-1953             | Sint-Joris Sportief   | Séries provinciales     | -           | -           | -                     | -                     | 0     | 0     |
| 1953-1954             | Sint-Joris Sportief   | Séries provinciales     | -           | -           | -                     | -                     | 0     | 0     |
| Sous-total            | Sous-total            | Sous-total              | -           | -           | -                     | -                     | 0     | 0     |
| Total sur la carrière | Total sur la carrière | Total sur la carrière   | 158         | 31          | -                     | -                     | 158   | 31    |

### En sélections nationales
| Saison                | Sélection             | Phases finales        | Phases finales | Phases finales | Éliminatoires CDM | Éliminatoires CDM | Matchs amicaux | Matchs amicaux | Total | Total |
| Saison                | Sélection             | Compétition           | M              | B              | M                 | B                 | M              | B              | M     | B     |
| --------------------- | --------------------- | --------------------- | -------------- | -------------- | ----------------- | ----------------- | -------------- | -------------- | ----- | ----- |
| 1939-1940             | Belgique aspirants    | -                     | -              | -              | -                 | -                 | 1              | 0              | 1     | 0     |
| 1939-1940             | Belgique              | -                     | -              | -              | -                 | -                 | 2              | 0              | 2     | 0     |
| Total sur la carrière | Total sur la carrière | Total sur la carrière | 0              | 0              | -                 | -                 | 3              | 0              | 3     | 0     |

### Matchs internationaux
| Matchs internationaux de Gustaaf Eeckeman, | Matchs internationaux de Gustaaf Eeckeman, | Matchs internationaux de Gustaaf Eeckeman, | Matchs internationaux de Gustaaf Eeckeman, | Matchs internationaux de Gustaaf Eeckeman, | Matchs internationaux de Gustaaf Eeckeman, | Matchs internationaux de Gustaaf Eeckeman, | Matchs internationaux de Gustaaf Eeckeman, |
| #                                          | Date                                       | Lieu                                       | Adversaire                                 | Résultat                                   | Compétition                                | Club                                       | Notes                                      |
| ------------------------------------------ | ------------------------------------------ | ------------------------------------------ | ------------------------------------------ | ------------------------------------------ | ------------------------------------------ | ------------------------------------------ | ------------------------------------------ |
| 1                                          | 17 mars 1940                               | Bosuilstadion, Deurne, Belgique            | Pays-Bas                                   | V 7 - 1                                    | Match amical                               | Cercle Bruges KSV                          | Titulaire.                                 |
| 2                                          | 21 avril 1940                              | Stade olympique, Amsterdam, Pays-Bas       | Pays-Bas                                   | D 2 - 4                                    | Match amical                               | Cercle Bruges KSV                          | Titulaire.                                 |

| Matchs aspirants de Gustaaf Eeckeman | Matchs aspirants de Gustaaf Eeckeman | Matchs aspirants de Gustaaf Eeckeman    | Matchs aspirants de Gustaaf Eeckeman | Matchs aspirants de Gustaaf Eeckeman | Matchs aspirants de Gustaaf Eeckeman | Matchs aspirants de Gustaaf Eeckeman | Matchs aspirants de Gustaaf Eeckeman |
| #                                    | Date                                 | Lieu                                    | Adversaire                           | Résultat                             | Compétition                          | Club                                 | Notes                                |
| ------------------------------------ | ------------------------------------ | --------------------------------------- | ------------------------------------ | ------------------------------------ | ------------------------------------ | ------------------------------------ | ------------------------------------ |
| 1                                    | 10 mars 1940                         | Stade Municipal, Luxembourg, Luxembourg | Luxembourg                           | V 4 - 3                              | Match amical                         | Cercle Bruges KSV                    | Titulaire.                           |

## Palmarès
|  |  | Cercle Bruges KSV - Championnat de Belgique de deuxième division (1) : - Champion : 1938 |  | KSV Roulers - Championnat de Belgique de troisième division (1) : - Champion : 1947 |